# Nigérian (cheval)
Pour les articles homonymes, voir Nigérian.
Le Nigérian est une race de chevaux africaine, descendante du Barbe. Elle est présente au Nigeria et au Mali, dans le nord-ouest de l'Afrique. Ce petit cheval polyvalent est utilisé principalement pour le transport. 

## Histoire
La race est également connue sous les noms de « cheval de Koro » et « poney du Nigéria ». La base de données DAD-IS cite plusieurs races différentes élevées au Nigéria : le Bhirum, le Bornu, le Hausa et le Sulebawa, mais aucune race du nom de « Nigerian ».
Les chevaux nigérians appartiennent au groupe des chevaux Barbe et Dongola d'Afrique de l'Ouest ; leurs ancêtres sont probablement des chevaux Barbe acquis par les tribus africaines nomades. Ils sont peut-être apparentés au cheval du Cameroun.
Le cheptel a probablement évolué depuis des centaines d'années à partir de ces chevaux berbères introduits au Nigeria. Ces chevaux berbères se sont mélangés aux poneys déjà présents dans la région, le climat et l'élevage ont forgé les autres caractéristiques de la race. Dans le sud du Nigeria, le climat est tropical et très humide, tandis que le nord du Nigeria est plutôt sec, avec des paysages désertiques. Pour obtenir une apparence plus uniforme, une reproduction sélective fut mise en place par les agriculteurs du Nigeria, seuls les chevaux ayant le meilleur caractère furent admis à se reproduire.

## Description
Il toise de 1,38 m à 1,40 m selon Hendricks (2007), de 1,42 m à 1,44 m selon le guide Delachaux. Le modèle est compact. La tête est petite selon Hendricks, longue selon le guide Delachaux, dotée d'un profil rectiligne, de grands yeux et de petites oreilles. L'encolure est courte, le garrot bien sorti. La poitrine est longue et profonde, les épaules musclées et inclinées. Le dos est court et droit. La croupe est inclinée, avec une queue attachée bas. Les jambes, de moyenne longueur, sont solides et terminées par des sabots durs. 
Le Bornu, originaire du Nord-Est du Nigeria, constitue une variété du cheval Dongola d'Afrique de l'Ouest,
Toutes les couleurs de robe sont possibles, mais la plus fréquente est le gris.
La race se caractérise par un tempérament franc et facile, et par une résistance à la chaleur. Les mouches locales sont une menace pour ces chevaux, de même que les variations du climat.

## Utilisations
Ces chevaux sont montés, bâtés ou employés à la traction légère. Ils sont aussi montés en course.

## Diffusion de l'élevage
Le cheval nigérian est présent au Nigeria, mais aussi au Niger et au Mali. Il est probablement en déclin. L'étude menée par l'Université d'Uppsala et publiée en août 2010 pour la FAO signale le Bornu comme une race locale africaine dont le niveau de menace est inconnu. 
La race Bornu est citée par Gustav Nachtigal dans son récit de voyage, son cheval y est décrit comme « magnifique », grand et fin, doté de longues jambes. Elle est réputée populaire parmi les Touaregs.